# Demokrata Néppárt

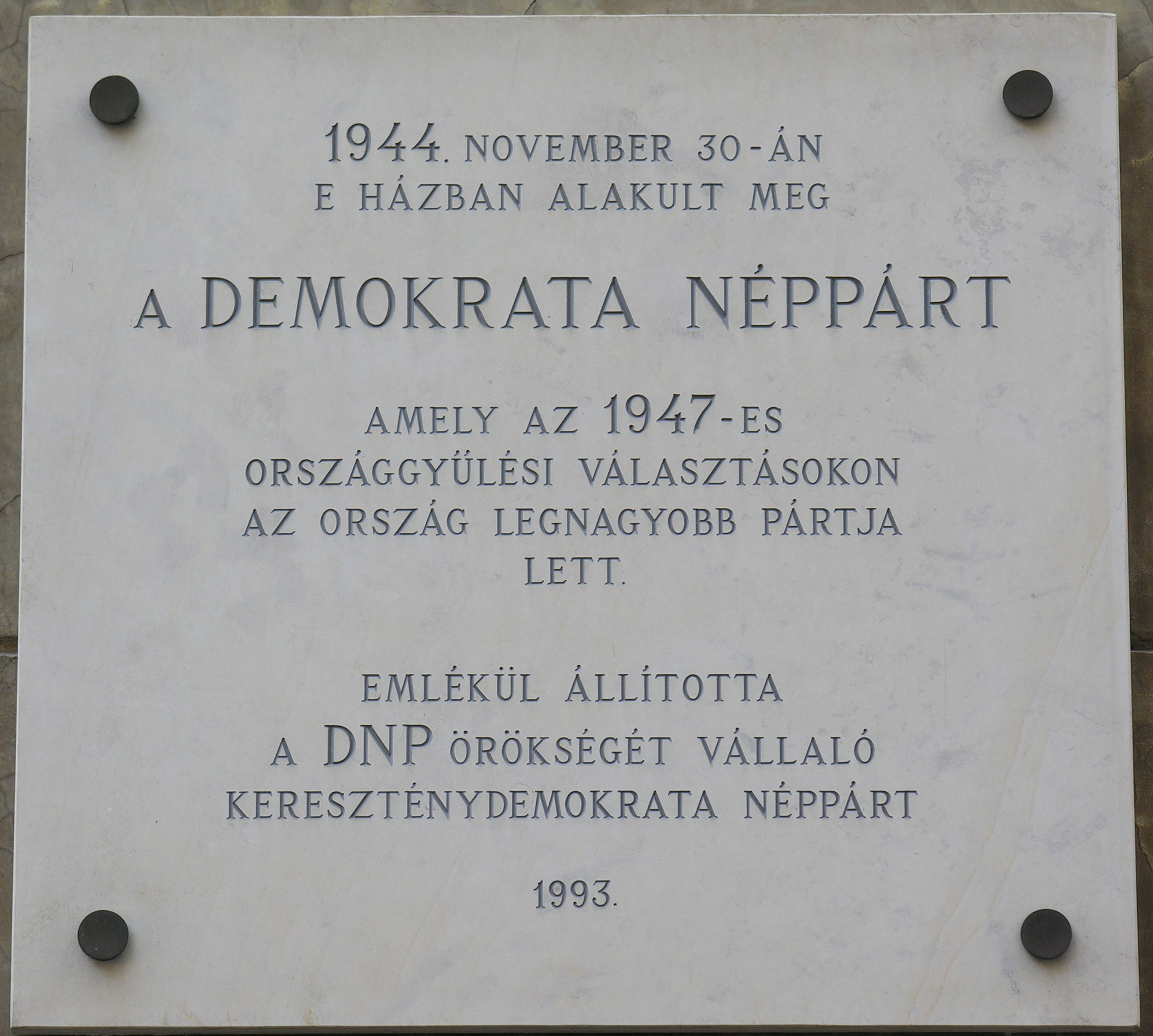
A Demokrata Néppárt emléktáblája,
Budapest, V. kerület, Galamb utca 4.

A Demokrata Néppárt (DNP) 1945 és 1949 között működött, a keresztényszocializmus ideológiáját és a parlamentáris demokrácia értékeit magának valló párt volt, melyet Barankovics István elnök vezetett. Nemcsak elődszervezete volt a Kereszténydemokrata Néppárt, hanem 1989-től, utódszervezete is, immár Kereszténydemokrata Néppárt néven.

## Története

### Az illegális és féllegális KDNP (1943–45)
A DNP a katolikus államférfiak, értelmiségiek és egyházi személyek által életre hívott Katolikus Szociális Népmozgalom (KSzN) nevű, katolikus társadalmi reformmozgalmakat (KALOT, EMSZO, Magyar Dolgozók Országos Hivatásszervezete) tömörítő civil szervezetből a kor követelményeinek és a jövő kihívásainak megfelelően 1943–44 között párttá szervezett, de hol üldözött, hol féllegális Keresztény Demokrata Néppártból önállósult, mely utóbbi a fennmaradt, s általában hitelesnek elfogadott feljegyzések, visszaemlékezések és naplóbejegyzések alapján: Kovrig Béla szerint 1944. október 13-án alakult meg, Nagy Töhötöm szerint 1944 október 22-én alakult, illetve egy másik szervező, Varga László a saját lakásán (Budapest, Galamb u. 4.) 1944. november 30-án tartott találkozót tartotta a megalakulás időpontjának. A találkozón/találkozókon a kereszténydemokrácia politikai képviseletét vállaló szervezetet alakítottak s ezen ülésen/üléseken ismertették az alapszabálytervezetét. A KDNP programja teljesen megegyezett a KSzN-éval (utóbbi a Magyar Társadalompolitika címet viselte).
Az illegális KDNP ezen a néven nem kapott működési engedélyt a megszálló németek uralta hatóságoktól, a párt szervezőit a Gestapo, ill. a nyilas karhatalom üldözte, némelyiküket bebörtönözte (Varga Lászlót 11 napra, az EMSZO 5 vezetőjét Dachauba deportálták).
Budapest ostroma után, 1945. február 27-én ült össze az új katolikus szervezet, a KDNP vezetősége a teendők megtárgyalására. A párt 1945 elején Barankovics István hírlapírót választotta főtitkárává, Bálint Sándor, Eckhardt Sándor, Mihelics Vid, Rónay György és mások (a „világiak”) csatlakoztak hozzá. Bár minden fórumon megpróbálták, a párt nem kapott működési engedélyt a háború befejeztével alakult új hatóságoktól; márciusban Erdei Ferenc belügyminiszter különböző kifogásokkal elutasította annak megadását, április 18-án hasonlóan határozott a Budapesti Nemzeti Bizottság.

### A pártszakadás
A KDNP engedélyezése érdekében Barankovics sorozatos kísérleteket tett az új hatalommal való kiegyezésre, ez azonban a „konzervatívabb” vonal ellenérzését váltotta ki, ami végül nyílt szakításba torkollott. Szembehelyezkedve Mindszentynek és konzervatív felfogásának közvetett (elsősorban Pálffyn keresztül ható) befolyásával, 1945. május 8-án az intézőbizottság ülésén a KDNP-n belül a konzervatív-legitimista vonal helyett a „világibb”-republikánus, keresztényszocialista vonal vette át a vezető szerepet; Pálffy helyett Barankovicsot választották elnöknek, és a KDNP nevet DNP-re (Demokrata Néppárt) változtatták, hogy a pártot ne keverhessék össze az addigi rendszer érdekében politizáló, és ezen politika terheit magán viselő régebbi „keresztény” pártokkal. Ezzel megindult a párt kettészakadása, mely nyárra teljesnek volt mondható; a Pálffy vezette csoport szeptember 6-i tisztújító közgyűlésén hivatalosan is elhatározta az az évi választásokon való önálló indulást.

### A DNP (1945–1949)

#### 1945–1946
Barankovics modern, programját a pápai szociális enciklikákra építő kereszténydemokrata párttá kívánta formálni a DNP-t, szükségesnek tartotta a köztársasági államformát, hirdette a nyugat-európai értelemben vett kereszténydemokrácia követését, de figyelembe véve az itthoni helyzetet, fontosnak tartotta a kapcsolatok ápolását a Szovjetunióval. Felfogása miatt mindinkább szembekerült a konzervatív, királypárti Mindszenty József esztergomi érsekkel (így az egyház vezetésével) és a támogatását élvező pártelnökkel (Pálffyval); 1945 nyarára a párt teljesen kettészakadt.
Varga László szívós aktivitásának eredményeképp pártjuk engedélyt kapott a megalakulásra 1945 végén. Az Országos Nemzeti Bizottság, mely az 1945. évi VIII. tvc. értelmében a pártok engedélyezéséért volt felelős, csak a Barankovics vezette Demokrata Néppárt indulását engedélyezte, ám az 1945. évi választásokon a hátralevő idő rövidsége miatt az sem indulhatott. A hatóságok igyekeztek a sajtó, pénz és kiépített szervezet nélküli párt Hazánk c. lapjának megjelenését is részben nyílt elzárkózással, részben halogató taktikákat alkalmazva, akadályozni, emiatt a lap a választások előtt csak egyszer, 1945. október 18-án jelent meg. A párt az FKgP segítségével az október 7-i fővárosi törvényhatósági választások eredményeképp 2 tagot – Eckhardt Sándort és Varga Lászlót -juttatott a törvényhatóságba, a november 4-i nemzetgyűlési választáson pedig két FKGP-színekben indult képviselőt – Bálint Sándor és Eckhardt Sándor – juttatott a parlamentbe.
1945 nyarára a párt két részre szakadt, s a Barankovics-féle szárny (miután a Pálffy-csoport indulását a szalámitaktika jegyében, a hatóságok nem engedélyezték) az 1945. novemberi nemzetgyűlési választásokon (választási megállapodás alapján, az FKGP listáján) két mandátumot szerzett.

#### A győri program
A DNP, immár legálisan működő pártként 1947. augusztus 10-én Győrben, a Széchenyi téren többezres tömeg előtt hirdette meg választási programját, egy Barankovics – a választások után a város képviselője – által elmondott hosszabb beszédben.
Barankovics beszédei tipikus kereszténydemokrata programot adtak az olyan „osztályok feletti” kistulajdonosi társadalom megvalósításának szorgalmazásával, melynek koherens ereje a valláserkölcsi alap; s ellenezték a „népi demokráciának” a szocializmus felé való fejlesztését.
A programbeszéd tisztázta, hogy a DNP nem „egyházi párt” (abban az értelemben, hogy az egyház szabná meg tevékenységének irányát, vagy az egyháznak kívánna híveket toborozni); viszont céljának érzi az egyházak jogainak védelmét; kifejtette ama nézetet, hogy a kereszténység nem csak vallási hitrendszer, hanem társadalmi, világnézeti következményei is vannak, mint például a keresztény erkölcsre (Tízparancsolat) alapozott állameszme, melyet követendőnek tart; valamint azt is leszögezte, hogy a demokrácia a szabadság és egyenlőség elveinek összeegyeztetésére épül és a nép valódi hatalmát jelenti, s a DNP ellenzékét képezi az ezt megfojtani akaró, totalitárius törekvéseket mutató, a parlament megkerülésével rendeleti úton kormányzó jelenlegi hatalomnak; a külpolitikát tekintve a realitásokat figyelembe vevő „körültekintő okosság” követésére buzdított, ugyanakkor „a magyar nép létével tkp. azonos állami függetlenség minden áldozatot megérő” fenntartására is. Hangsúlyozta az erkölcsi elvekre építés fontosságát a gazdaságpolitikában, meghirdetve a „mindenkitől képessége, s mindenkinek teljesítménye szerint” jelszavát; a társadalmi tulajdonok szocializálását csak a nagyüzemekre tartotta megengedhetőnek, hangsúlyozta a kisvállalkozások, a kisbirtokok és a valóban önkéntes szövetkezetek fontosságát. Kifejtette, hogy az evangéliumi elvek alapján álló szocializmus nem abban áll, hogy senkinek ne lehessen magántulajdona, hanem abban, hogy mindenkinek legyen annyi, amennyi nem csak megélhetéséhez, de gazdasági-személyi stb. függetlenségének megteremtéséhez szükséges. A beszéd hangsúlyozta az erős önkormányzatok és a színvonalteremtő kultúrpolitika szükségességét.

#### A kékcédulás választás
A háború utáni első szabad választásokon a párt kampánya elsősorban a Dunántúlra koncentrált, és itt is szerepelt a legsikeresebben. Sikeréhez hozzájárult, hogy sok helyen a szétesett Kisgazdapárt tagjai a DNP-re szavaztak, bizonyos vidékeken a NPP szervezetei is így tettek. A résztvevők az addig történtek alapján sejtették, hogy a kommunisták választási csalásokra készülnek.
A választásokon a párt a legerősebb ellenzéki pártként jutott a parlamentbe (hivatalosan a szavazatok 16,64%-ával, 820 453 db, amiek eredményeképp 62 mandátumot szerzett). A választás hivatalos győztese az MKP lett (hivatalosan a szavazatok 22,3%-át elnyerve). A valódi győztes a DNP volt, de a sejtéseknek megfelelően tényleg megtörtént választási csalások (kékcédulás választás) miatt ez nem derült ki a hivatalos adatokból, mert a választás után készült hivatalos jelentés, mely szerint az MKP 1 113 050 szavazatot kapott, nem felelt meg a valóságnak, ugyanis utólag kiderült, az MKP illegálisan felhasználta az ún. névjegyzék-kivonatokat, avagy "kékcédulákat" arra, hogy egy szavazójuk több voksot is leadhasson. A MKP nemcsak a szavazatok számát és ezzel relatív arányát hamisította meg, de a választójogi törvénybe épített prémiumrendszer miatt is jóval több mandátumot kapott, mint azt támogatottsága indokolta volna. A DNP 62 képviselője között 31 gazdálkodó földműves, 4 munkás, 3 egyetemi tanár, 4 alsó- vagy középoktatásbeli pedagógus, 1 népfőiskolai igazgató, 2 pap, 5 ügyvéd, 1 bíró, 9 tisztviselő, 1 író és 1 újságíró volt. Listavezetői voltak: Barankovics, Bálint Sándor, Eckhardt Sándor, Eszterhás György, Babóthy Ferenc, Farkas György, Kováts Ferenc, Mihelics Béla Vid, Bartha Béla.

#### Küzdelem a kommunista pártállam ellen
A párt vártnál sokkal jobb eredményei Barankovicsot és a kommunistákat is meglepték. 1947. október 16-án a DNP Végrehajtó Bizottsága megválasztotta a képviselő-testület vezetőségét; a pártelnöki tisztséget továbbra sem töltötték be; az országos főtitkár Barankovics maradt, alelnökök lettek Eckhardt Sándor, Szabados Pál (szabómester) és Kovács Ferenc (kisbirtokos); a képviselő-testület elnökévé Mészáros Ödön (pedagógus), a képviselőcsoport titkára pedig Keresztes Sándor lett. A DNP a híresztelések ellenére sem lépett koalícióra a MKP-tal. Az erősebb ellenzéki pártok vezetői (Pfeiffer Zoltán – Magyar Függetlenségi Párt, MFP; Balogh István – Független Magyar Demokrata Párt, FMDP, és Barankovics – DNP) egy ellenzéki szövetség alakítása céljából 1947. augusztus 31-én este felkeresték Dobi Istvánt (FKGP), kérve a koalícióból való kilépésre, az azonban határozottan elutasította ezt. Miután az MKP a Csécsy Endre és Zsolt Béla nevével fémjelzett Magyar Radikális Párt támogatásával megsemmisítette a legaktívabb és az MKP számára roppant kényelmetlenné vált antikommunista politikát folytató Pfeiffer-féle MFP 49 mandátumát, a legjelentősebb ellenzéki erő a DNP lett.
A párt tevékenységét három célra összpontosította: a demokratikus kormányzás megteremtésére, az egyházak szabadságának védelmére, és a kisegzisztenciák gazdasági védelmére. A párt képviselői 1947-49 között ezek értelmében szólaltak fel a Parlamentben. Barankovics október 7-én tartott bemutatkozó felszólalásában szorgalmazta a realitásokhoz alkalmazkodó, de az ország függetlenségét lehetőleg megőrző külpolitikát, ígérte, hogy a lehetőségekig mérten támogatják a Dinnyés-kormány gazdaságpolitikáját (hároméves terv), felhívta a figyelmet arra, hogy nem elégszik meg azzal, hogy a kormány ünnepélyesen kinyilvánította az emberi szabadságjogok tiszteletét, hisz például az internálás jog érvényben tartásával még mindig az alapvető emberi jogokat sértő háborús jogi viszonyok érvényesek, javaslatot tett az önkormányzatiság (területi és társadalmi) törvényi alapjainak megteremtésére, részletesen kitért a választási visszaélésekre, követelve a szervezők felelősségre vonását. Kifejtette, hogy a vallásszabadság nemcsak az egyének, de a közösségek joga is, és kifejtette – a magyar kisebbség sorsáról szólva – a németek kitelepítésének kifogásolható voltára. Beszédét a Baloldali Blokk képviselői állandó bekiabálásokkal igyekeztek zavarni (ez nemcsak Barankovics eme beszédére, hanem általában az ellenzéki beszédekre vonatkozott). A DNP képviselői gyakorta szóltak az iskolák államosítása ellen, a demokratikus kormányzás megtartásáért.
1948 második felétől kezdve megkezdődött a DNP szétszalámizása is, egyes néppárti képviselők (például Belső Gyula, Matheovics Ferenc, Kovács K. Zoltán, Tóth János, Zoltán Pál, Keresztes Sándor) zaklatása és megfosztása mandátumaiktól.
Kommunista titkosszolgálati jelentések beszámolnak róla, hogy, bár a felszínen ebből kevés látszott, Barankovics és Mindszenty kapcsolata szellemiségük, politikai és gyakorlati terveik eltérő volta miatt, nagyon megromlott, részben mert az egyre erősödő kommunista veszély miatt szükséges volt az összefogás, részben mert Mindszenty a kléruson belül is sokszor meglehetősen elszigetelődött. Barankovics és emberei komoly befolyást szereztek nemcsak a DNP-n belül, hanem a Független Kisgazdapártban is. Ez az ellentét okafogyottá vált, miután a kommunista politikai rendőrség ún. Décsi-csoportja letartóztatta a hercegprímást (1948. december 26.)

#### A párt működésének beszüntetése

Boldogfai Farkas Dénes (1884–1973), gazdálkodó, politikus és országgyűlési képviselő, 1956-ban a Demokrata Néppárt korelnöke.

Mivel 62 mandátummal rendelkezvén a legerősebb ellenzéki pártként tevékenykedett, a pártot kezdeti csekély támogatottsága miatt veszélytelennek tartó MDP vezetői most már elhatározták a felszámolását. 1949. január 25-én Rákosi Mátyás, az ország diktátora tárgyalásra invitálta Barankovicsot, hogy pártjával legitimálja a már fogságban lévő Mindszenty József ellen indítandó koncepciós pert; s ott megfenyegette, hogy a diktatúraellenes Néppártot pálfordulásra bírja: ha az nem támogatja a kommunistákat a hamarosan lezajló Mindszenty-perben, erkölcsileg elítélve a bíborost, majd ezután „önkéntesen” fel nem oszlik, antidemokratikusnak és népellenesnek bélyegezve saját, a kért „pálfordulás” előtti politikájukat, akkor nem kezeskedik a DNP vezérkarának biztonságáért, ellenkező esetben viszont semmi bántódásuk nem esik. Barankovics az „ajánlatot”, majd Rákosi erre következő újabb fenyegetéseit határozottan visszautasította, mire a diktátor „Nem evilági ember”-nek nevezte. Barankovics, hogy megmentse a párt tagjait az üldözéstől, bejelentette annak feloszlatását, közben az amerikai követség emberei segítségével Bécsbe menekült, a Dinnyés-kormány 1949. február 25-26. között megfosztotta állampolgárságától és vagyonától. Az országgyűlés, de a párt is, elfogadta a lemondás tényét (egy kisebb, Farkas Dénes vezette csoport tiltakozott, de Mihelics Vid rábeszélésének hatására, az is rövid ideig). Barankovics példáját számos párttársa, illetve más keresztény politikusok követték (például Slachta Margit, a Pálffy-szárny egykori tagja, a KNT vezéralakja). Ezzel megszűnt a 18 hónapja jelentős ellenzéki szerepet kifejtő DNP. Képviselői közül így is többen börtönbe kerültek.

#### Az emigráció és a forradalom (1949-1956)
A kereszténydemokrata emigráció tagjai ugyanakkor igyekeztek tovább működtetni a pártot: az amerikai tagok lengyel, cseh és balti kereszténydemokrata vezetőkkel együtt részt vettek a Közép-Európai Kereszténydemokrata Unió megalapításában, az európai emigrációban élők pedig rendszeresen részt vettek a Nemzetközi Kereszténydemokrata Unió, a mai Európai Néppárt elődjének kongresszusain, és tájékoztatták nyugati politikai partnereiket a szovjet megszállás alatt sínylődő országok, illetve társadalmak kiszolgáltatottságáról.
Az 1956-os forradalom alatt rövid időre megszűnt a kommunista diktatúra, újra megnyílt a politikai lehetőség a demokratikus pártéletre; gondolni lehetett a KDNP és a DNP újjáalakítására.
1956. november 1-jén a Kossuth Rádióban boldogfai Farkas Dénes (1884 – 1973) – a párt korelnöke – felhívást tett közzé a párt újjászervezésére. Ez a kommunista diktatúra újjászervezése miatt nem történhetett meg (Farkast 1957-ben internálták).

## Országgyűlési választásokon elért eredményei
| év   | eredmény | mandátumok         | szavazók száma      | Parlamenti szerepe |
| ---- | -------- | ------------------ | ------------------- | ------------------ |
| 1945 | —        | 2 (FKGP színekben) | nem indult önállóan | kormánypárt        |
| 1947 | 16,64%   | 62                 | 820 453             | ellenzék           |

1990 utáni eredményeit lásd: KDNP választási eredményei
- Megjegyzések:
  - 1944-ben alakult
  - 1945-ben az FKGP listáin (önálló jelöltje nem volt, FKGP színekben 2 DNP tag jutott be)
  - 1949-ben erőszakkal feloszlatták
  - 1990-ben Kereszténydemokrata Néppárt néven újjáalakult